# Maschera trasformante

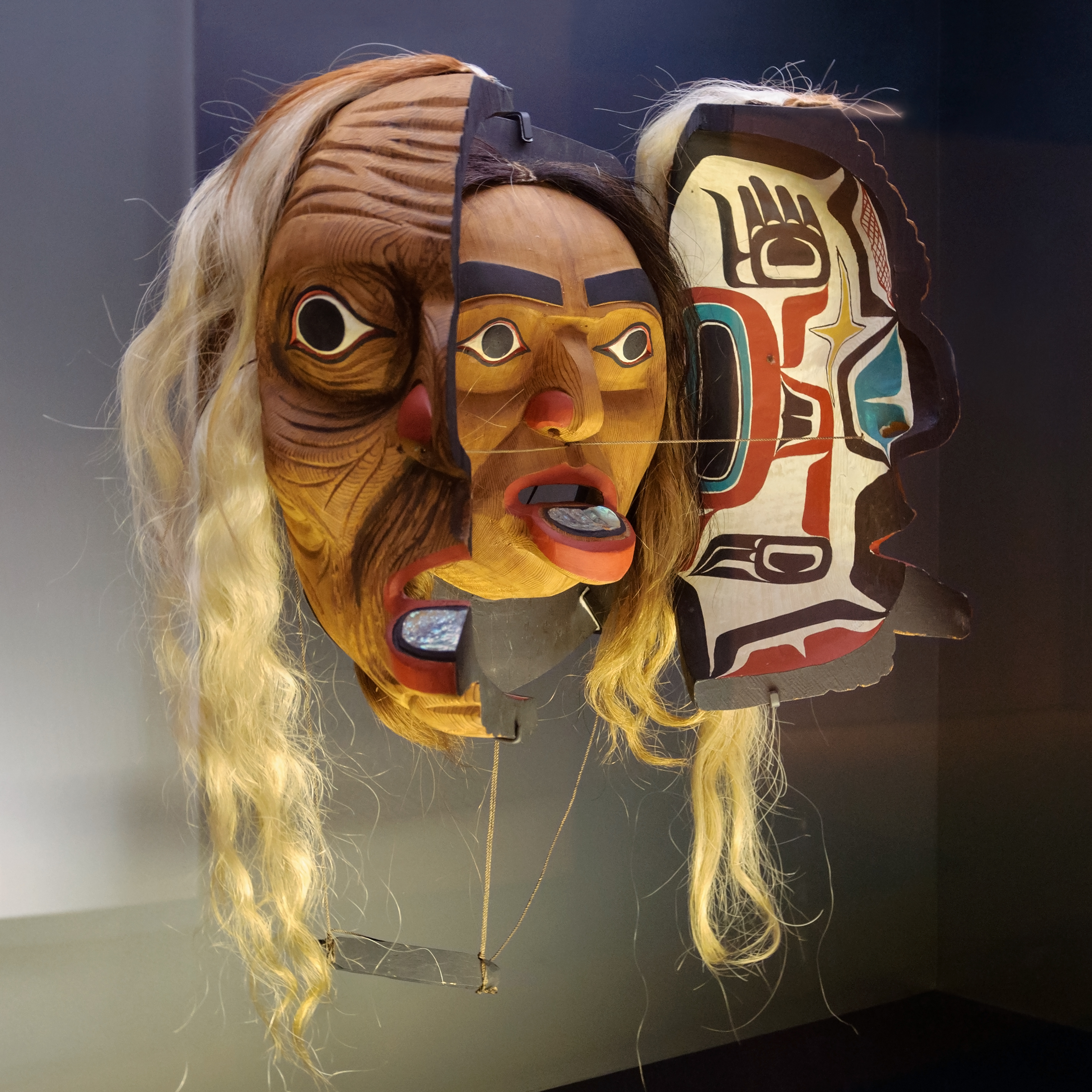
Maschera trasformante dei Kwakwaka'wakw della British Columbia (Canada). Appartiene alle collezioni del Museo Peabody di archeologia ed etnologia, Cambridge, Massachusetts.

Una maschera trasformante è un tipo di maschera usata dai nativi americani della zona della costa del Pacifico nord-occidentale e dell'Alaska, durante le danze rituali. Queste maschere, scolpite in legno, all'esterno hanno la forma di un animale, che l'esecutore può aprire, tirando una corda, per rivelare la maschera interna, che rappresenta un volto umano.
I popoli della costa nord-occidentale, generalmente, li usano nei potlatch per illustrare i loro miti, mentre i nativi dell'Alaska li adoperano nei riti sciamanici.

## Galleria d'immagini

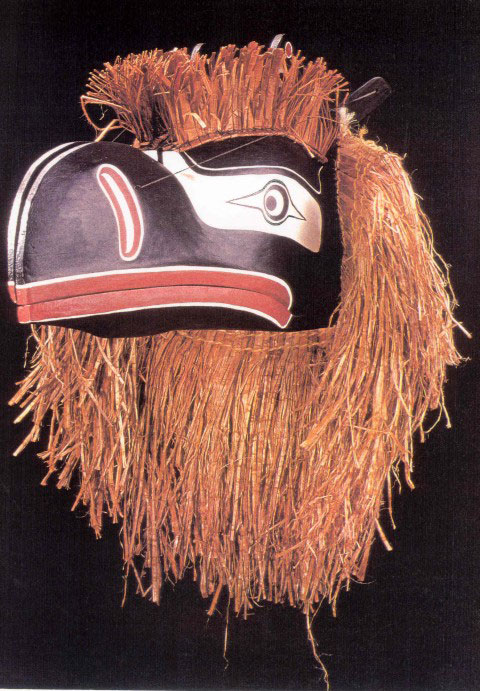
Maschera trasformante Corvo/Sisutl, chiusa, di Oscar Matilpi, del popolo Kwakwaka'wakw, 1997. nella collezione permanente del Museo dei bambini di Indianapolis.
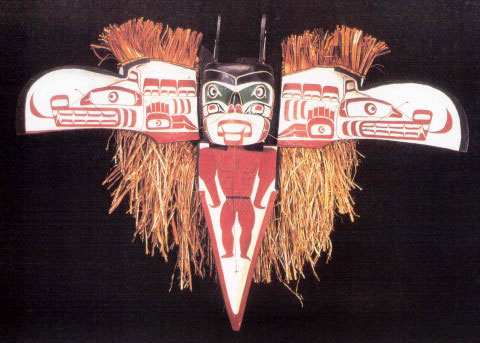
La stessa maschera, aperta.